# Айпин, Еремей Данилович
Еремей Данилович А́йпин (род. 27 июня 1948, с. Варьёган) — хантыйский советский и российский писатель. Государственный советник Российской Федерации III класса. Автор более 20 художественных и публицистических произведений.

## Биография
Родился 27 июня 1948 года в селе Варьёган (ныне Ханты-Мансийский автономный округ — Югра) в семье охотника-ханты. Как и все ханты, жил в чуме. Окончил 8-летнюю школу в посёлке Аган.
- 1966—1967 годы — рабочий Варьёганского отделения Сургутского коопзверопромхоза, помощник по буровым работам в Аганской нефтеразведочной экспедиции и плотником на строительстве железной дороги Сургут-Нижневартовск.
- 1967—1971 годы — учёба в Ханты-Мансийском педучилище.
- 1971 год — корреспондент Ханты-Мансийской студии телевидения.
- 1971—1975 годы — учёба в Литературном институте имени А. М. Горького Союза писателей СССР.
- 1975—1976 годы — служба в рядах СА
- 1976 год — учёба в Литературном институте имени А. М. Горького Союза писателей СССР.
- 1976—1978 годы — корреспондент Ханты-Мансийского окружного комитета по телевидению и радиовещанию.
- 1978—1989 годы — методист, редактор, старший редактор, заведующий отделом научно-методического центра (Дома творчества народностей Севера) отдела культуры Ханты-Мансийского автономного округа.
- В 1981 году принят в СП СССР.
- 1987—1989 годы — депутат Совета народных депутатов Ханты-Мансийского автономного округа, член бюро Окружкома КПСС.
- 1989—1992 годы — народный депутат СССР по Ханты-Мансийскому национально-территориальному избирательному округу.
- 1989—1990 годы — член Комиссии по национальной политике и межнациональным отношениям Совета национальностей Верховного Совета СССР.
- 1990—1991 годы — председатель подкомиссии Комиссии по национальной политике и межнациональным отношениям Совета национальностей ВС СССР.
- 1991—1992 годы — член Комитета по межреспубликанскому экономическому сотрудничеству Совета Республик Верховного Совета СССР.
- 1992—1994 годы — представитель Президента РФ в Ханты-Мансийском автономном округе.
- 1994—1996 годы — депутат Государственной Думы Федерального Собрания РФ первого созыва по Ханты-Мансийскому округу № 222 (получил 28,8 % голосов), заместитель председателя Комитета по делам национальностей.
- 1997—2000 годы — советник аппарата полномочного представителя Президента РФ в Ханты-Мансийском автономном округе, Президент Ассоциации коренных малочисленных народов Севера, Сибири и Дальнего Востока РФ.
- 2001—2006 годы — депутат Думы Ханты-Мансийского автономного округа третьего созыва.
- 2002—2006 годы — заместитель Председателя Думы — председатель Ассамблеи представителей коренных малочисленных народов Севера.
- с 2006 года — по настоящее время — депутат Думы Ханты-Мансийского автономного округа — Югры четвёртого созыва, заместитель Председателя Думы — председатель Ассамблеи представителей коренных малочисленных народов Севера.

## Общественная позиция
В феврале 2022 года поддержал вторжение России на Украину.

## Творчество
Автор более 20 художественных и публицистических произведений. Отдельные произведения переведены на английский, французский, немецкий, испанский, венгерский, финский, японский языки и некоторые языки народов России и ближнего зарубежья.

## Награды и звания
- Орден Почёта (25 июля 2021) — за активную законотворческую деятельность и многолетнюю добросовестную работу[2]
- Почётный гражданин Ханты-Мансийского автономного округа — Югры (21 февраля 2024) — за выдающиеся заслуги в общественной и законотворческой деятельности, значительный вклад в социально-экономическое и культурное развитие коренных малочисленных народов Севера в Ханты-Мансийском автономном округе — Югре
- Благодарность полномочного представителя Президента РФ в Уральском Федеральном округе (2005)
- Медаль ордена «За заслуги перед Отечеством» II степени (2000)
- Медаль ордена «За заслуги перед Отечеством» I степени
- Знак «За заслуги перед Ханты-Мансийским автономным округом»
- Почётный нагрудный знак Ханты-Мансийского автономного округа — Югры «За вклад в развитие законодательства»,
- Знак Министерства культуры СССР «За отличную работу»
- Почётная грамотой Думы Ханты-Мансийского автономного округа — Югры
- Заслуженный деятель культуры Ханты-Мансийского автономного округа (1998)
- Премия Губернатора Ханты-Мансийского автономного округа в области литературы
- Благодарность Президента Российской Федерации
- Благодарственное письмо Губернатора Ханты-Мансийского автономного округа